# Wieża zegarowa w St Albans

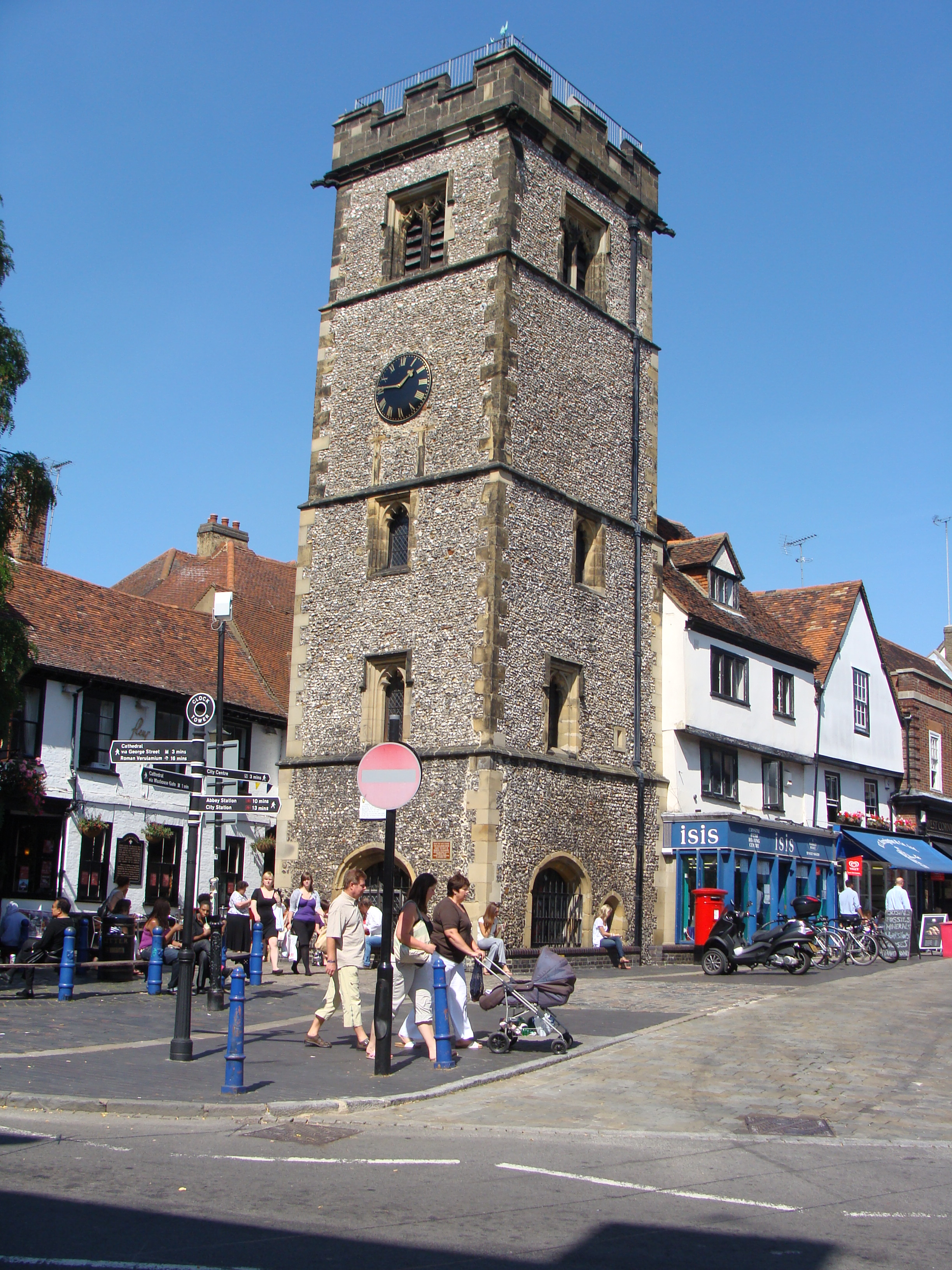
Wieża zegarowa w St Albans.

Wieża zegarowa w St Albans (ang. Clock Tower) – zegar wieżowy zlokalizowany w mieście St Albans w angielskim hrabstwie Hertfordshire zbudowany między 1403 a 1412. Jest to jedna z niewielu w Anglii średniowieczna wieża z mechanicznym zegarem.
Prawdopodobnie budowa wieży z zegarem była symboliczną próbą podważenia wpływów opactwa w mieście i okolicy (kościół opactwa również posiadał wieżę z zegarem).
W czasie wojen napoleońskich używana jako część systemu wczesnego ostrzegania za pomocą luster (najbliższa wieża znajdowała się w Yarmouth, ok. 8 km od St Albans).
Do roku 1860 była w bardzo złym stanie technicznym. W 1846 Sir Gilbert Scott przeprowadził jej renowację. W roku 2004 przebudowano dach i udostępniono dla turystów jako punkt widokowy.
Wieża jest częścią Muzeów St Albans (ang. St Albans Museums), zarządzanych przez miasto i dystrykt St Albans.